# Lễ cưới (người Co)
Lễ cưới co là nghi lễ của người đồng bào dân tộc Co. Thanh niên nam nữ dân tộc Co được hiểu nhau trước khi kết hôn. Việc cưới xin đơn giản, không tốn kém nhiều. Sau lễ cưới, cô dâu về ở nhà chồng. Trước đây, hầu như người Co không lấy vợ, lấy chồng thuộc tộc người khác, nay dân tộc Co đã có những dâu, rể là người Kinh, Xơ-đăng, Hrê..